# Walter Simons

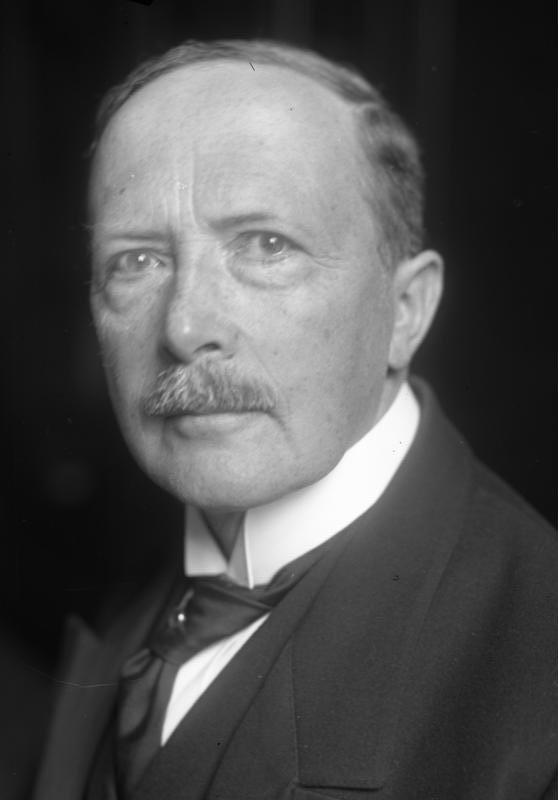
Walter Simons, September 1931

Walter Simons (* 24. September 1861 in Elberfeld (heute Stadtteil von Wuppertal); † 14. Juli 1937 in Nowawes bei Potsdam) war ein deutscher Jurist und parteiloser Politiker. Der frühere Ministerialbeamte im Auswärtigen Amt war von 1920 bis 1921 Reichsaußenminister. Von 1922 bis 1929 diente er als Präsident des Reichsgerichts. Nach dem Tod Friedrich Eberts führte er von Februar bis Mai 1925  als Stellvertreter die Geschäfte des Reichspräsidenten.

## Leben
Walter Simons wurde als Sohn des Fabrikbesitzers Louis Simons (1831–1905) und seiner Frau Helene geb. Kyllmann (* 1842) in Elberfeld (Rheinprovinz) in der Villa Simons geboren. Mütterlicherseits war er Enkel des Kaufmanns und Politikers Gottlieb Kyllmann und Neffe des Architekten Walter Kyllmann. Väterlicherseits war er Enkel des Unternehmers Friedrich Wilhelm Simons-Köhler und Großneffe des preußischen Justizministers Ludwig Simons. Er war ein Schüler des Juristen Rudolph Sohm, vom Humanismus gebildet und vom Pietismus geprägt.
Nach dem Studium von Geschichte, Philosophie, Recht und Nationalökonomie in Straßburg, Leipzig und Bonn. Er wurde im Sommersemester 1882 Mitglied im Bonner Kreis. Nach dem ersten juristischen Staatsexamen 1882 leistete er Militärdienst. Nach dem zweiten  juristischen Staatsexamen 1888 war er zunächst Hilfsrichter, bis er 1893 Amtsgerichtsrat in Velbert wurde. Nach Positionen am Reichsjustizamt 1905 und am Auswärtigen Amt 1911 wurde Simons im Oktober 1918 Chef der Reichskanzlei. Als solcher nahm er an den Verhandlungen zum Frieden von Bukarest mit Rumänien und zum Frieden von Brest-Litowsk mit Sowjetrussland  teil. Am 4. Oktober 1918 holte Reichskanzler Max von Baden Simons als seinen persönlichen Vertrauten im Amt eines Ministerialdirektors in die Reichskanzlei. Von hier aus verkündete Simons am 9. November 1918, Kaiser Wilhelm II. habe auf den Thron verzichtet. Simons wollte mit dieser wahrheitswidrigen Verlautbarung der Ausrufung der Republik in Deutschland zuvorkommen und die Monarchie retten, was misslang.
Simons wechselte im Dezember 1918 in die Rechtsabteilung des Auswärtigen Amtes. In dieser Funktion war er Generalsekretär der deutschen Friedensdelegation in Versailles und trat zurück, weil er den Vertrag von Versailles ablehnte. 1919/1920 war Simons leitender Geschäftsführer im Reichsverband der Deutschen Industrie.
Vom 25. Juni 1920 bis zum 4. Mai 1921 war Walter Simons Außenminister der Weimarer Republik im Kabinett Fehrenbach, einer Regierungskoalition aus Zentrum, DDP und DVP. Der Historiker Hans Mommsen sah in der Berufung des parteilosen Karrierejuristen Simons den Versuch, die Außenpolitik bei den anstehenden schwierigen Reparationsverhandlungen mit den Siegermächten von innenpolitischen Rücksichten auf den Reichstag freizuhalten. Dies gelang nur teilweise. Simons vertrat Deutschland bei der Konferenz von Spa im Juli 1920. Dabei gelang es den Deutschen zwar nicht, die Reparationsforderungen der Siegermächte zu senken, aber immerhin wurde ihnen zugestanden, zu den sich anschließenden Expertenberatungen eigene Vertreter zu entsenden. Die Zeit der einseitigen Diktate schien damit vorbei. Zu diesem Teilerfolg trug Simons mit seiner verbindlichen Art bei: er konnte den „üblen Eindruck“ (Peter Krüger) abmildern, den der deutsche Experte Hugo Stinnes mit einer auftrumpfenden Rede bei den Siegermächten hinterlassen hatte.
Auf der Konferenz von London im Frühjahr 1921 erlebte die deutsche Delegation eine Niederlage, auch weil sie zerstritten war: Simons wollte Großbritannien, Frankreich, Italien, Belgien und Japan in der Reparationsfrage entgegenkommen und hoffte als Gegenleistung auf eine internationale Anleihe für Deutschland, doch die Interessenvertreter der Wirtschaft widersetzten sich. Der Plan, den Simons unter starkem innenpolitischem Druck am 1. März 1921 vorlegte, verband ein Zahlungsangebot in Höhe von 50 Milliarden Goldmark mit der Forderung nach Zugeständnissen der Siegermächte in der Kriegsschuldfrage. Als diese jedoch ultimativ eine Unterschrift unter ihren Zahlungsplan verlangten, weigerten sich Kanzler Constantin Fehrenbach und Simons: Sie reisten unter Protest ab, was in Deutschland zunächst als Geste der Festigkeit allgemein bejubelt wurde. Das Ergebnis war am 8. März 1921 die Besetzung von Düsseldorf, Duisburg und Ruhrort durch britische, französische und belgische Truppen. Simons’ Vermittlungsbitte an die Vereinigten Staaten verhallte ungehört. Am 4. Mai legten die Reparationsgläubiger den Londoner Zahlungsplan vor, der eine deutsche Reparationsschuld von 132 Milliarden Goldmark vorsah, die noch verzinst werden sollte. Dies glaubte Simons nicht verantworten zu können und trat mit dem ganzen Kabinett am selben Tag zurück. Das nachfolgende Kabinett Wirth I nahm das Londoner Ultimatum am 10. Mai 1921 an.
Der britische Premierminister David Lloyd George hatte Simons während der Verhandlungen in einem Interview mit dem Petit Parisien als „sehr intelligent und sehr ehrlich, aber nicht stark genug“ bezeichnet; Deutschlands Problem sei es, dass es nach dem verlorenen Krieg noch keinen „starken Mann“ wie Léon Gambetta oder Adolphe Thiers gefunden habe. Diese Passage wurde 1926 von Adolf Hitler in Mein Kampf als Beleg für die angebliche Schwächlichkeit bürgerlicher Regierungen zitiert, die nicht entschieden den Marxismus bekämpften. Allerdings unterliefen Hitler dabei zwei Fehler, denn er schrieb von dem „ehemaligen Reichskanzler Simon [sic!]“.

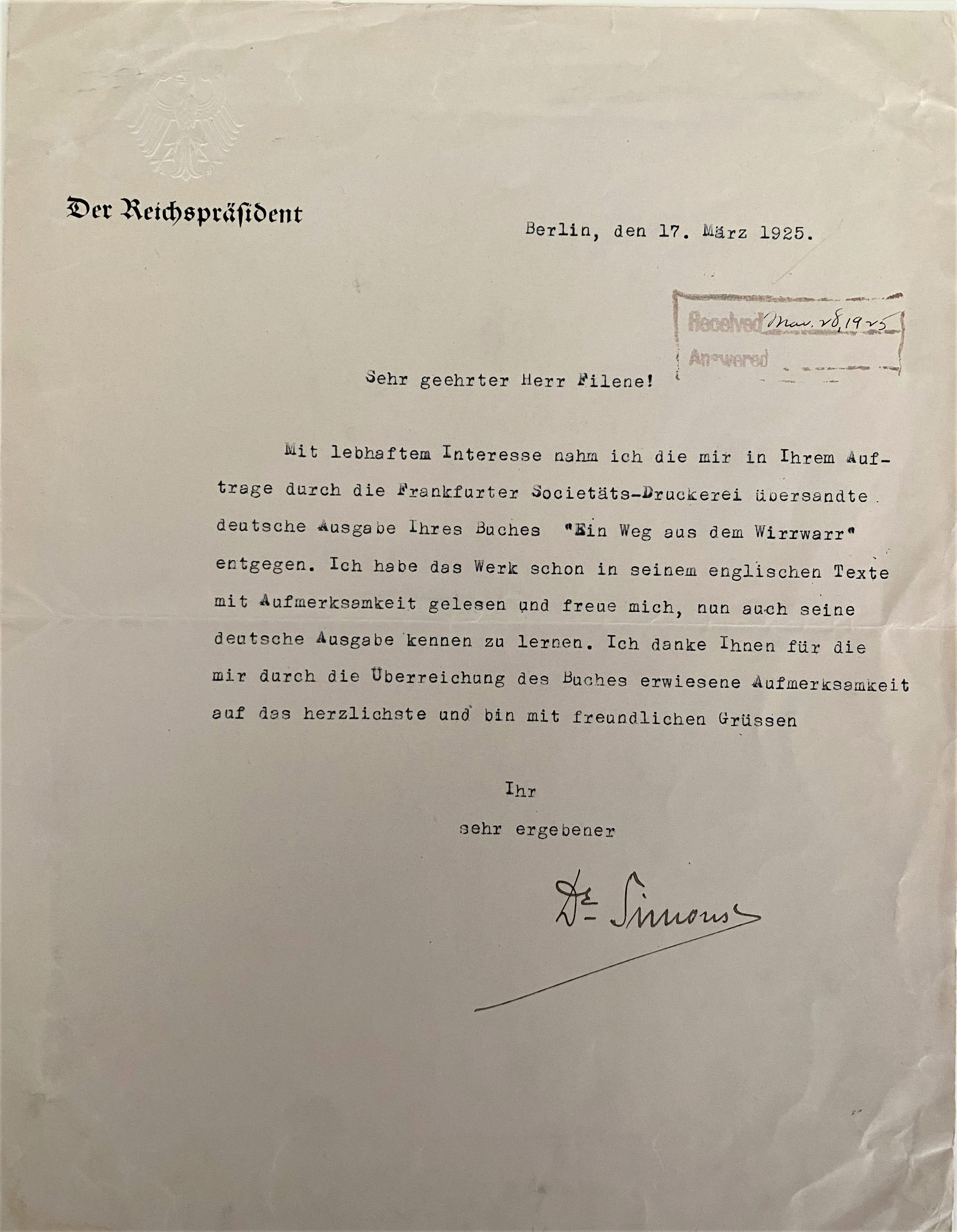
Schreiben Dr. Simons als stellvertretender Reichspräsident mit Briefkopf „Der Reichspräsident“.

Simons war von 1922 bis 1929 Präsident des Reichsgerichts in Leipzig, ernannt vom sozialdemokratischen Reichspräsidenten Friedrich Ebert. Ebert starb am 28. Februar 1925; als Präsident des Reichsgerichts nahm Simons gemäß Art. 51 der Weimarer Verfassung i. V. m. § 1 Gesetz über die Stellvertretung des Reichspräsidenten v. 10. März 1925 stellvertretend die Aufgaben des Reichspräsidenten wahr. Am 12. Mai 1925 wurde Paul von Hindenburg als neuer Reichspräsident vereidigt. Im Vorfeld der Reichspräsidentenwahl 1925 war Simons mehrfach als Kandidat im Gespräch; die Überlegungen unterschiedlicher Parteienkonstellationen kamen aber zu keinem konkreten Ergebnis.
Im November 1926 hielt Simons einen vielbeachteten Vortrag über die „Vertrauenskrise der deutschen Justiz“. Darin drehte er die Vorwürfe von SPD und DDP gegen einseitig rechtsgerichtete Urteile der Weimarer Justiz um und sprach über eine „Krise des Vertrauens der Justiz zum deutschen Staat“, ausgelöst durch eine Demokraten bevorzugende Personalpolitik. Er griff speziell den von Hugo Sinzheimer, Robert Kempner, Fritz Bauer und Ernst Fraenkel gegründeten Republikanischen Richterbund an: Sozialdemokraten könnten, so Simons, aufgrund „innerer Hemmnisse“ niemals Richter sein, da sie weniger dem Recht als dem Klassenkampf verpflichtet seien. Justizminister Gustav Radbruch (SPD) entgegnete ihm in der sich anschließenden Kontroverse, der Klassenkampf von oben sei schädlicher als der sozialdemokratische Klassenkampf von unten, weil er unbewusst verlaufe und damit der Selbstkontrolle und Selbstkritik entzogen sei.
Sein Amt am Reichsgericht legte er 1929 aus Protest gegen eine seiner Ansicht nach verfassungswidrige Einmischung der Reichsregierung in ein schwebendes Verfahren nieder. Ab 1929 war Simons Professor für Völkerrecht in Leipzig.
Simons engagierte sich im Deutsch-Französischen Studienkomitee, das eine Verständigung zwischen zumeist konservativen Wirtschaftsführern und Politikern anzubahnen versuchte. Außerdem war er Mitglied des Deutschen Evangelischen Kirchenausschusses und von 1925 bis 1935 Präsident des Evangelisch-Sozialen Kongresses. Simons vertrat die lutherische Konfession auch international öffentlich auf der Stockholmer Konferenz 1925. Im Januar 1932 engagierte sich Simons mit mehreren Adligen, Industriellen und Vertretern der politischen Rechten wie Detlof von Winterfeldt, Adolf Tortilowicz von Batocki-Friebe, Carl Duisberg, Kuno Graf Westarp und  Georg Escherich für eine erneute Kandidatur Hindenburgs zum Amt des Reichspräsidenten.
Simons bildete gemeinsam mit Hans von Seeckt und Wilhelm Solf den Vorstand des SeSiSo-Clubs, der im Berliner Hotel Kaiserhof kulturelle Veranstaltungen für das liberale Bildungsbürgertum veranstaltete, häufig gemeinsam mit der Deutschen Gesellschaft 1914, deren Vorsitzender Wilhelm Solf war. So ein Treffen fand auch zum Zeitpunkt der Machtübergabe an Hitler statt, als Harry Graf Kessler im Hotel Kaiserhof den Clubmitgliedern einen Vortrag hielt. Die ehemaligen Angehörigen des SeSiSo-Clubs bildeten später zu weiten Teilen die Widerstandsgruppe Solf-Kreis. In seinen Veröffentlichungen zu Themen des Völkerrechts unterstützte Simons in der Zeit des Nationalsozialismus Hitlers Außenpolitik sowie die Positionen des faschistischen Italiens im Abessinienkrieg 1935 und der Falangisten im spanischen Bürgerkrieg.
Walter Simons war der Vater des Juristen Hans Simons und der Rechtsanwältin Tula Huber-Simons, Schwiegervater des Staatsrechtlers Ernst Rudolf Huber und Großvater des Theologen Wolfgang Huber. Sein Grab befindet sich auf dem Wilmersdorfer Waldfriedhof Stahnsdorf.

## Auszeichnungen und Ehrungen
- 1930: Ehrenmitgliedschaft der Amerikanischen Gesellschaft für internationales Recht
- 1931: Adlerschild des Deutschen Reiches
- 1993: Benennung des Platzes vor dem Amtsgericht Velbert (wo er 1893 erster Amtsrichter wurde) nach ihm

Simons ist der einzige Deutsche, den Nathan Söderblom in seiner Nobelpreisrede von 1930 als Förderer des Friedens in seiner Generation erwähnt.

## Schriften
- Christentum und Verbrechen, Leipzig 1925.
- Religion und Recht (Vorlesungen gehalten an der Universität Uppsala), Berlin-Tempelhof 1936.
- Kirchenvolk und Staatsvolk, Leipzig 1937 (= Leipziger rechtswissenschaftliche Studien, Band 100).